# Camponotus thysanopus
Camponotus thysanopus é uma espécie de inseto do gênero Camponotus, pertencente à família Formicidae.